# Gottesackerkapelle (Crailsheim)

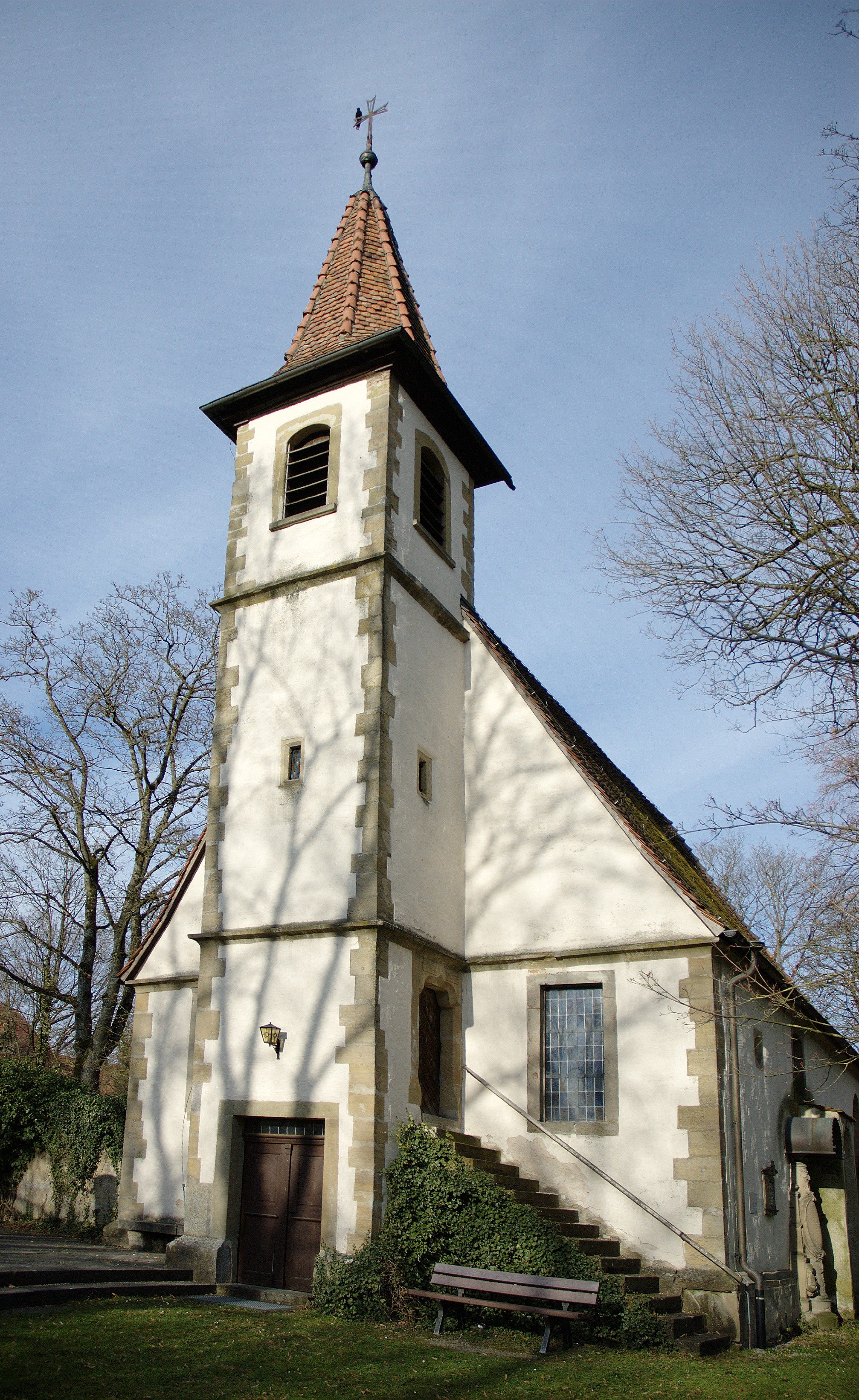

Die Gottesackerkapelle in Crailsheim im baden-württembergischen Landkreis Schwäbisch Hall ist eine denkmalgeschützte Friedhofskapelle auf dem Crailsheimer Ehrenfriedhof. Sie wurde von der Denkmalstiftung Baden-Württemberg zum Denkmal des Monats August/September 2019 gekürt.

## Geschichte und Architektur
Der Bau der Kapelle in den Jahren 1579 und 1580 wurde vom Crailsheimer Pfarrer Bartholomäus Wolschendorff angeregt und von wohlhabenden Crailsheimer Bürgern finanziert. Die Stifter sind auf einer Stiftertafel über dem Westportal verewigt. Die Baugeschichte ist mit einem noch erhaltenen Rechnungsbuch sehr gut belegt. Instandsetzungen erfolgten in den Jahren 1760, 1835 und 1924/25. Die letzte grundlegende Restaurierung erfolgte zwischen 2015 und 2019.
Die Kapelle befindet sich heute im Eigentum der Stadt Crailsheim, die sie 1924 von der evangelischen Kirchengemeinde übernommen hat.
Die Gottesackerkapelle ist eine verputzte Saalkirche mit fluchtendem Polygonalchor und westlichem Glockenturm. Bemerkenswert ist die gewölbte Holzdecke, die mit Wolken und Engeln auf hellblauem Grund bemalt ist. Vier erhaltene Original-Fenster der Kapelle befinden sich im Württembergischen Landesmuseum in Stuttgart.